# Paul Natorp
Paul Gerhard Natorp (Düsseldorf, 24 gennaio 1854 – Marburgo, 17 agosto 1924) è stato un filosofo e storico tedesco, cofondatore della scuola neokantiana di Marburgo.

## Vita
Figlio del predicatore protestante Adelbert Natorp ed Emilie Keller, dal 1871 studiò musica, storia, filologia classica e filosofia a Berlino, Bonn e Strasburgo. Nel 1876 conseguì il dottorato in storiografia a Strasburgo con una dissertazione in latino con il positivista Ernst Laas. Dopo quattro anni come tutore privato divenne assistente bibliotecario a Marburgo, dove nel 1881 ottenne l'abilitazione con Hermann Cohen. Nel 1885 divenne professore straordinario e nel 1893 ottenne la cattedra di filosofia e pedagogia, che mantenne fino alla sua pensione nel 1922.
Nel semestre invernale del 1923/1924 Natorp ebbe un intenso scambio intellettuale con Martin Heidegger, le cui opere su Giovanni Duns Scoto aveva studiato attentamente. Nel 1887 sposò la cugina Helene Natorp ed ebbe da lei cinque figli. Natorp aveva ambizioni come compositore, soprattutto per musica da camera (sonate per violoncello, violino, trio con pianoforte). Inoltre scrisse circa 100 lieder e due opere corali. Lo scambio letterario con Brahms, che gli sconsigliò di diventare compositore per professione, è diventato famoso.

## Pensiero
La posizione epistemologica di Natorp fu quella di un idealismo metodologico, come Cohen. Le due radici kantiane della conoscenza, intuizione e ragione (Anschauung e Verstand), con lui divennero materia e forma della conoscenza. Questa non è soggettiva, ma viene oggettivata nelle leggi determinanti dei fenomeni. L'unità sintetica è la legge fondamentale della conoscenza, che viene determinata dalle funzioni fondamentali delle categorie (qualità, quantità, relazione e modalità). Riguardo alle idee regolative di Kant, Natorp formulò la legge del dovere ("Gesetz des Sollens") nel compito del tendere verso la conoscenza dell'infinito. Da ciò derivò i livelli della tensione come pulsione, volontà e volere intellettuale, che collegò all'etica dei valori.
Ciò che è veramente concreto non fu per Natorp l'individuo, ma la comunità. In pratica Natorp si ingaggiò per una politica dell'educazione socialista, ai tempi abbastanza controversa, in particolare per un'istruzione pubblica gratuita e pari opportunità per tutti. La fonte della religione per Natorp era il sentimento (Gefühl), la conoscenza immediata di sé stessi. Il fondamento della verità religiosa diventa allora la soggettività. L'infinità del sentimento porta alla trascendenza. Il pensiero fondamentale di Natorp si potrebbe riassumere in una singola frase, come: Pensare non vuol solo dire "mettere in relazione" (Lotze), ma pensare vuol dire essere in relazione (rapporto). 
In questo modo Natorp si collega al programma di una "fondazione concettuale" che parte da Gottlob Frege – sotto influenza di Lotze – e che tramite Bertrand Russell e Ludwig Wittgenstein portò allo sviluppo della filosofia analitica e che con il concetto di "regione espressiva" di Robert Brandom è di nuovo attuale. Mentre nella tradizione di carattere analitico e linguistico-strutturale, che si rifà a Wittgenstein, le relazioni sono considerate come "oggetti" o, appellandosi al "common sense" come "mere" relazioni, cosicché con una applicazione massimale del concetto di relazione – da "struttura" via "sintassi", "semantica", "prammatica" fino alla "competenza" e la "performance" – si ha d'altro canto un minimo di riflessione sul concetto di relazione stesso, Natorp pone "molto chiaramente e apertamente la relazione al centro di tutte le considerazioni logiche" e la rende così il "concetto del concetto".
Questa transizione dal concetto di sostanza al concetto di relazione è stato reso famoso dallo studente di Natorp Ernst Cassirer come transizione dal "concetto di sostanza al concetto di funzione", e questo, come viene confermato dalla fisica, è sempre molto attuale. Anticipa quindi ciò che Richard Rorty ha fatto 70 anni più tardi nella sua influente immagine di "specchio della natura": che la "rappresentazione" del mondo non "ri-presenta" o fa una copia mentale, ma originariamente genera e costituisce il mondo.
Questo pensiero fondamentale del suo "correlativismo monistico", che conoscenza come relazione tra pensiero e oggetto allo stesso tempo significa la sua assunzione correlativa nel medio del pensiero, è stato posto da Natorp sin dall'inizio al servizio di una concezione onnicomprensiva delle discipline e aree tematiche più disparate come natura e cultura, logica e politica, e soprattutto pedagogia. Tutte le discipline, dalla matematica alle scienze linguistiche e storiche, dovrebbero contribuire all'educazione del popolo intero e ritrovare in questo modo la via verso la vita e la prassi. Perciò l'opera di Natorp ha ancor oggi un profondo significato per la filosofia e pedagogia.

## Opere
- Descartes' Erkenntnistheorie. Eine Studie zur Vorgeschichte des Kriticismus. 1882. E-Book: Berlin 2014, ISBN 978-3-944253-04-6
- Erkenntnistheorie, 1882
- Sozialpädagogik, 1899
- Platos Ideenlehre, 1903
- Logik in Leitsätzen, 1904
- Gesammelte Abhandlungen zur Sozialpädagogik, 3 vol. 1907
- Pestalozzi. Leben und Lehre, 1909
- Die logischen Grundlagen der exakten Wissenschaften, 1910
- Philosophie; ihr Problem und ihre Probleme, 1911
- Die allgemeine Psychologie nach kritischer Methode, 1912
- Sozialidealismus, 1920
- Beethoven und wir, 1920

### Postume
- Allgemeine Logik (in: Flach e Holzhey, Erkenntnistheorie und Logik im Neukantianismus), 1979
- Vorlesungen über praktische Philosophie, Erlangen 1925
- Philosophische Systematik. Ried. dell'prima ed. 1958. Meiner, Hamburg 2004. ISBN 978-3-7873-1687-8

### Traduzioni italiane
- La pedagogia sociale. Teoria dell'educazione alla ragione nei suoi fondamenti sociali. A cura di G. A. Guerriero, Bari, Sauna, 1977
- Tema e disposizione della «Metafisica» di Aristotele. In appendice: saggio sulla inautenticità del libro K della «Metafisica», a cura di Giovanni Reale, Milano, Vita e pensiero, 1995
- Dottrina platonica delle idee [Platos Ideenlehre]. Una introduzione all'idealismo, traduzione di Vincenzo Cicero, introduzione di Giovanni Reale, Milano, Vita e pensiero, 1999, ISBN 88-343-0183-8.
- Logos-Psyche-Eros. Metacritica alla «Dottrina platonica delle idee». Sulla Dottrina platonica delle idee, a cura di G. Reale e V. Cicero, Milano, Vita e pensiero, 1999.
- Forme e materia dello spazio. Dialogo con Edmund Husserl, a cura di N. Argentieri, Napoli, Bibliopolis, 2008